# Státní výzkumný ústav ochrany materiálu
Státní výzkumný ústav ochrany materiálu (SVUOM) byl založen v roce 1954 za účelem zabezpečení centralizovaného výzkumu a vývoje protikorozních ochran v Československu. V prosince 1971 byl přeměněn z rozhodnutí ministerstva hutnictví a strojírenství ČSSR název na Státní výzkumný ústav ochrany materiálu G. V. Akimova s. p. Praha. Státní výzkumný ústav ochrany materiálu byl resortním výzkumným ústavem MPO a sídlil v Běchovicích. Problematika ochrany kovů proti korozi byla součástí výuky v 50. letech minulého století na VŠCHT. Na základě návrhu Ministerstva průmyslu a obchodu ústav ukončil svoji činnost a byl vymazán ke dni 11. 6. 1998 z obchodního rejstříku.  Zkrácený název ústavu využívá soukromá akciová společnost stejného zaměření a původní úplný název využívá společnost s ručením omezeným.